# おおにし真
おおにし真（おおにし まこと、1955年〈昭和30年〉5月28日 - ）は日本の漫画家。北海道芦別市出身の双子座。O型。女性。既婚で、本名は西江真理子（旧姓：大西）。ペンネームは旧姓の"大西"と、"真理子"から一文字のみ使って"真（まこと）"とした。

## 来歴
小学校4、5年の時に、樹村みのり の『雨』という作品を読んだことが漫画家を目指したきっかけである。同じ頃、漫画家志望だった青木庸と文通をするようになった、という。
中学・高校と札幌の女子高で6年間寄宿舎で勉強・生活し、1975年に女子美術短期大学に入学。在学中の1977年、「涙にさよならを告げたくて」で月刊mimi 5月号でデビュー。当初は漫画家になる予定はなく、1年ほど絵画をやったのち、人物を造形するのが好きだったので、彫塑を履修していたが、卒業間際にデビューが決まったのだという。投稿自体は上京した際に初めて行い、『花とゆめ』の投稿の際にスクリーントーンを獲得したことがきっかけとなり、自身のレベルを知るために『少女コミック』の研究生に応募して佳作に入り、担当がついたのだという。しかし、自身の志向していた作品と違う作品が評価されることに矛盾を感じ、同じ頃文月今日子の紹介で、講談社の編集者に会い、『mimi』創刊時の「まんがスクール」への応募を勧められたのだという。そのことがきっかけで、『mimi』に投稿するようになり、以後『mimi』・『BE-LOVE』・『ヤングレディ』を中心に活動している。1983年には青年誌の『モーニング』にも活動の場を広げている。1984年に結婚。
自身の作品については、すべて愛着があるが、器用貧乏なところがあり、最終的に描きたいものは人間ドラマである、という。また暗い作品も好きだが、人を幸せにする作品を描いてゆきたいとも思っている、という。
趣味は、映画やバレエ鑑賞と編物。
代表作は女弁護士、真嶋宇多子（まじま うたこ）を主人公にし、実在の事件などもモチーフにした社会派作品「光と闇の方程式」。

## 作品
- 青い春のスケッチ
- れんが色のメッセージ
- やさしさの旅路
- クリスタル・ドール
- もうひとつの朝（『mimiデラックス』[1]）
- 季節外れのマドンナ台風
- うちの子一等賞
- 双子座シンメトリー
- 5年目のピーターパン
- タバコ1本恋のモト（『ヤングレディ』[注 1]）
- それはDから始まった
- とんでけ！浮気虫
- だからささやいて
- 光と闇の方程式（ミステリーサラ、全30巻）
- やさしさを紡ぐ日（Eleganceイブ不明 - 2002年6月号）